# 公害

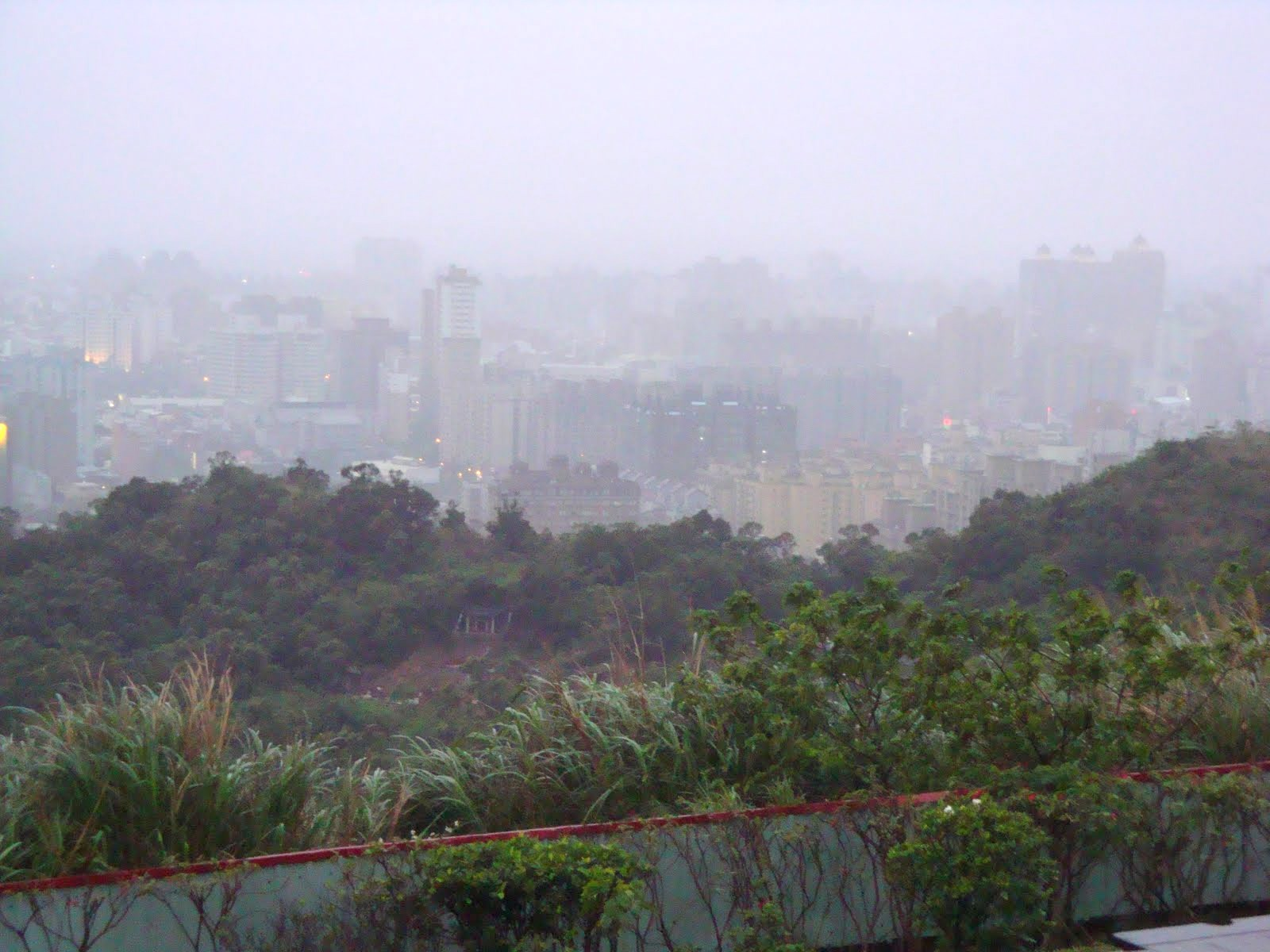
スモッグに覆われた都市（台湾）

公害（こうがい）とは、経済合理性の追求を目的とした社会・経済活動によって、環境が破壊されることにより生じる社会的災害である。
英語には公害に値する単語は存在せず、Anthropogenic hazard、Environmental pollution、Environmental disaster、Pollution Diseases などと訳されている。

## 概略

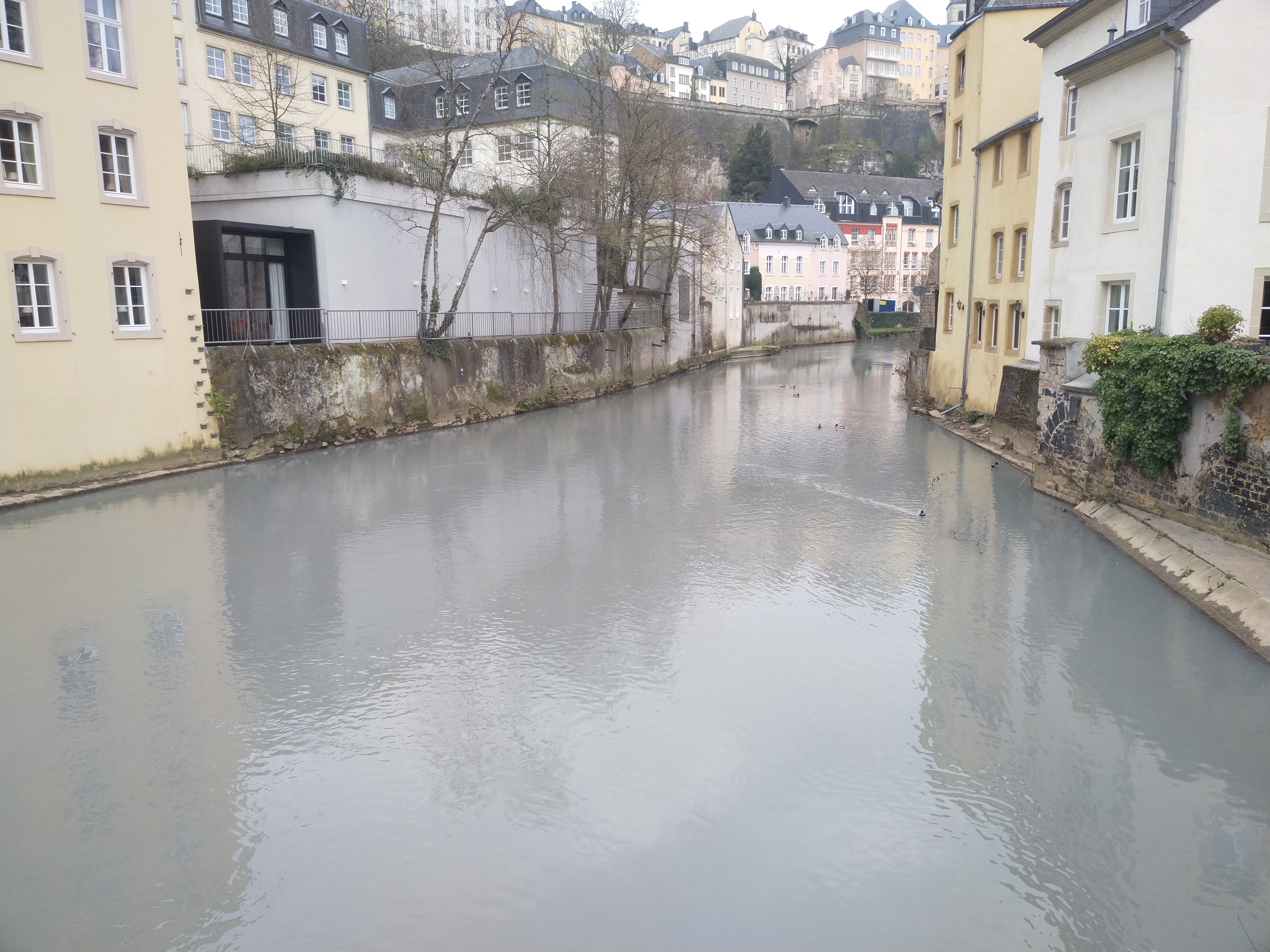
水質汚染

日本における環境基本法（1993年）による「公害」の定義は、『環境の保全上の支障のうち、事業活動その他の人の活動に伴って生ずる相当範囲にわたる大気の汚染、水質の汚濁（水質以外の水の状態又は水底の底質が悪化することを含む）、土壌の汚染、騒音、振動、地盤の沈下（鉱物の掘採のための土地の掘削によるものを除く）及び悪臭によって、人の健康又は生活環境（人の生活に密接な関係のある財産並びに人の生活に密接な関係のある動植物及びその生育環境を含む）に係る被害が生ずること』をいう。福島第一原子力発電所事故による広範な放射能汚染を契機にして、2012年（平成24年）9月19日に環境基本法が改正施行され、それまで適用除外とされていた放射性物質を公害物質と位置づけることとなった。
このほか広義の用法として、食品公害、薬品公害（薬害）、交通公害(道路公害)、基地公害などもある。また、一部の自治体では、煙草のポイ捨てなどの廃棄物も町の美観を損ねるため、より広い意味で公害の一種ととらえる場合もある。
工場経営において、公害を発生させることは、従業員の安全・衛生、廃棄物の処理等の経済的な損失として扱われる。その結果として、劣悪な労働環境や杜撰な廃棄物処理を生じることとなる。なお、公害とは工場敷地外へ被害を与えることであり、労働環境における労働者への被害は労働災害と呼ばれ、公害とは呼ばない。

## 日本の公害
日本において、公害という語がいつ頃から使われるようになったのかは定かではないが、明治10年代の大阪府による大気汚染規制の府令や明治29年の河川法には公害という語が見られる。しかしながら明治期においては、この公害という語は、公利、公益の反対の意味で使われていたものであった。大正期には今日でいう公害と同じく、公衆衛生への害を表す語となっているが、一般に普及している辞典等には昭和30年代末頃まで公害という語は登場しなかった。1950年代から1960年代にかけて工場などの生産性向上に伴い、工場周辺の住民などの多くの人が有害物質に晒されるようになった。この時期に発生した水俣病や四日市喘息などの公害病により国民が危機感を抱くようになると、1967年には公害対策基本法が公布・施行された。
日本においては、規制法の整備、行政による環境省や公害等調整委員会の設置、モニタリングなどの監視の強化、環境保護運動による批判、企業の自主的な努力、技術革新と古い技術の置き換えなどにより、高度経済成長期の1950年代から1960年代に表面化した、四大公害病のような大規模な公害が発生することは少なくなってきている。

### 典型七公害
環境基本法第2条第3項に列挙されている7つの公害を俗に「典型七公害」と呼ぶ。
- 大気汚染
- 水質汚濁
- 土壌汚染
- 騒音
- 振動
- 悪臭
- 地盤沈下

近年では、上記の七公害のほか、光害や日照に係る被害なども含めて公害とすることが多い。
また、最近ではダイオキシン類やアスベストなどの有害物質も公害を発生させるとして問題となっている。これらの物質により、発生している公害の現象は典型七公害のうち、大気汚染・水質汚濁・土壌汚染の公害に含まれる。しかし、それぞれに、これらのカテゴリー（典型七公害）の分類に当てはめにくい社会問題を含んでいることから、それぞれ独立した現象の公害と考える論者もいる。
ダイオキシンやアスベスト問題は複合的問題であり、特定事業者による故意ではなく時代の経過とともに公害的な発生メカニズムが究明されてきたもので、今後はこのようなケースの公害が増加する可能性もある。
スギ花粉症は、アレルギー疾患であるが、現在の日本において国民の約25%が患っていると考えられており、花粉公害ととらえることもある。

### 主な公害事件
- 水俣病
- 第二水俣病
- 四日市ぜんそく
- イタイイタイ病

以上4つの公害事件を特に四大公害病という
明治から第二次世界大戦
- 1885年頃 東京市深川区（現・東京都江東区）の浅野セメント（現・太平洋セメント）深川工場の煙突からの降灰が問題化する。
- 1890年頃 足尾鉱毒事件 - 原因企業：古河鉱業（現・古河機械金属）
- 1893年 別子銅山（愛媛県） - 銅の精錬排ガスによる煙害により被害を受けた農民と精錬所の間で紛争が発生する。
- 大正時代の1910年代頃から昭和戦後期イタイイタイ病 - 原因企業：三井金属鉱業（四大公害病の一つ）
- 1903年 大阪アルカリ事件 - 肥料工場から発生した亜硫酸ガスによって農作物の被害が発生。大審院による初の公害事件判例。
- 1907年 日立鉱山（茨城県） - 製錬時に発生する亜硫酸ガスの煙害が深刻化

戦後期
- 1937年頃 安中公害訴訟 - 原因企業：東邦亜鉛
- 1956年頃 水俣病 - 原因企業：チッソ（四大公害病の一つ）
- 1958年 江戸川漁業被害 - 原因企業：本州製紙（現・王子製紙）…水質保全法、工場排水規制法（いずれも水質汚濁防止法の前身）制定のきっかけ。

高度経済成長期
- 1960年代から1972年（昭和47年）まで 四日市ぜんそく - 原因企業は、当該記事を参照のこと（四大公害病の一つ）
- 1965年 第二水俣病（新潟水俣病） - 原因企業：昭和電工（四大公害病の一つ）
- 1969年 大阪空港訴訟 - 大阪国際空港（伊丹空港）の航空機騒音をめぐって近隣住民が国を相手取って訴訟を提起する。
- 1970年 光化学スモッグが東京で初めて確認され、以降、注目されるようになった。
- 1970年 田子の浦港ヘドロ公害 - 製紙会社からの排水によるヘドロ公害。地元住民、沿岸漁業組合による製紙会社4社への告発。
- 1970年代 スパイクタイヤによる粉塵公害が問題となる。1988年に製造・販売が中止される。
- 1970年代 西名阪道路公害訴訟 道路高架橋からの低周波音による健康影響（めまい，頭痛，睡眠障害など）が近傍住民に多発[10]。
- 1971年 土呂久砒素公害 - 宮崎県高千穂町土呂久地区の砒素焼きをしていた鉱山の周囲に砒素公害が発生していることが告発された。その後。環境庁での認定、鉱業権を買った住友金属鉱山に対して裁判になった。
- 1974年 名古屋新幹線訴訟 - 新幹線の走行による騒音・振動に対し沿線住民が新幹線の運行差止を請求した訴訟。1986年に和解成立。
- 1975年 東京都江戸川区六価クロム廃棄事件
- 1975年-1990年 豊島事件 - 香川県豊島で産業廃棄物処理業者が有害物質を含んだ廃棄物を不法に埋め立て、悪臭、水質汚濁、土壌汚染などを引き起こす。 - 2000年公害調停成立。
- 1982年～1990年代に川崎公害訴訟。1999年に和解成立。
- 1988年 尼崎公害訴訟[11] - 1999年企業との間で和解が成立 - 2000年国・道路公団との間で和解が成立

平成
- 1989年 名古屋南部大気汚染公害訴訟 - 2001年国・企業との和解が成立[12]。
- 1996年 東京大気汚染訴訟 - 2007年国・都・道路公団・自動車メーカー7社と和解が成立
- 2000年 荏原製作所（藤沢工場）引地川ダイオキシン汚染事件（引地川を参照）
- 2003年 神栖ヒ素事件 - 茨城県神栖町（現・神栖市）で井戸水を上水道として使用していた家庭でヒ素中毒が発生。当初、旧陸軍の毒ガス剤が原因と思われていたが、環境省の調査により砒素を含むコンクリート塊が1993年頃に不法投棄されたものであるとされた。
- 2005年 クボタショック - 兵庫県尼崎市で過去に操業していたクボタ神崎工場などで、アスベストによる元従業員や工場周辺住民の健康被害が発覚。その後、日本全国でアスベスト公害問題が再燃した。
- 2011年 福島第一原子力発電所事故による放射能汚染。

令和
- 2019年 富士川水系の汚泥投棄 - 日本軽金属関連会社がアクリルアミドの混ざった汚泥を不法投棄し、富士川水系に流入した。皮膚のただれ、水産物の不漁などを引き起こしている。

PCBによるカネミ油症事件（1968年）は食中毒事件。サリドマイド薬害事件、スモン病薬害事件などについては薬害を参照。
これらの中には、被害や教訓を伝える施設をつくっている地域も多く、相互に連携する「公害資料館ネットワーク」が組織されている。

## 諸外国の主な公害事件
- ロンドンスモッグ
- ミューズ渓谷事件（英語版）
- ロサンゼルス・スモッグ（Pollution in California#Los Angeles Air Pollutionを参照）
- ドノラ渓谷事件（英語版）
- ラブキャナル事件（土壌汚染対策のスーパーファンド法制定の契機となった。Love Canal#Love Canal disasterを参照）
- 中国の環境問題
- ボパール化学工場事故(世界最悪の産業災害と呼ばれる)

## 公害をテーマにした作品
- 『苦海浄土』1969年 石牟礼道子
- 『公害病』(Industrial Disease) ダイアー・ストレイツ
- 『ゴジラ対ヘドラ』：教科書に掲載している出版社もある。
- 『宇宙猿人ゴリ』：ピープロ製作特撮ドラマ。初期は公害問題を番組のメインテーマとして扱っていた。
- 『誘拐』（1997年）：山梨県の下加佐村で起きた高濃度のダイオキシンを生じた産業廃棄物の不法投棄による「アキワ公害」が誘拐事件の発端。
- 『ボーパール午前零時五分（上・下）』ドミニク・ラピエール、ハビエル・モロ